# Marienkapelle (Forst (Lausitz))

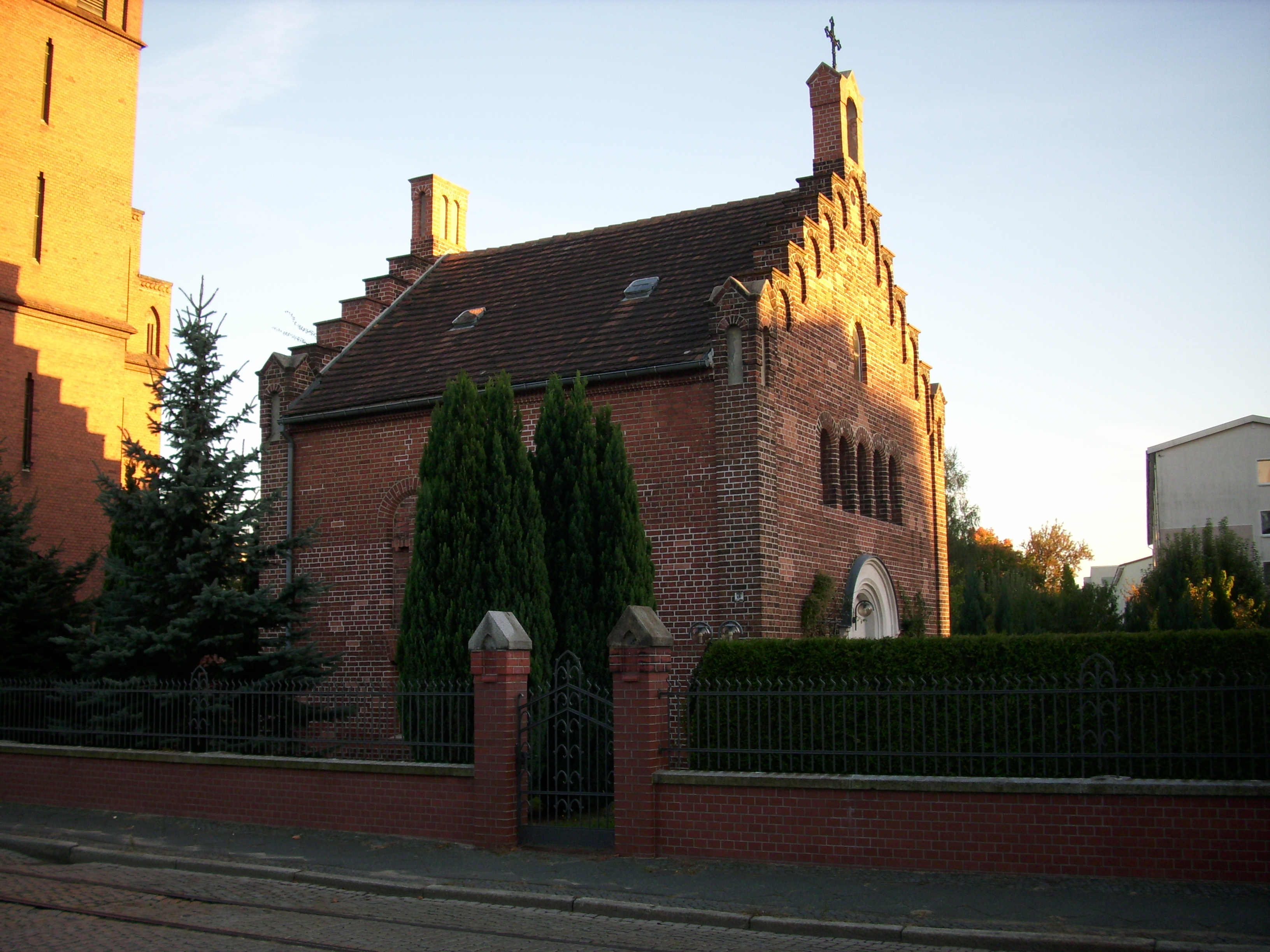
Marienkapelle Forst (2012)

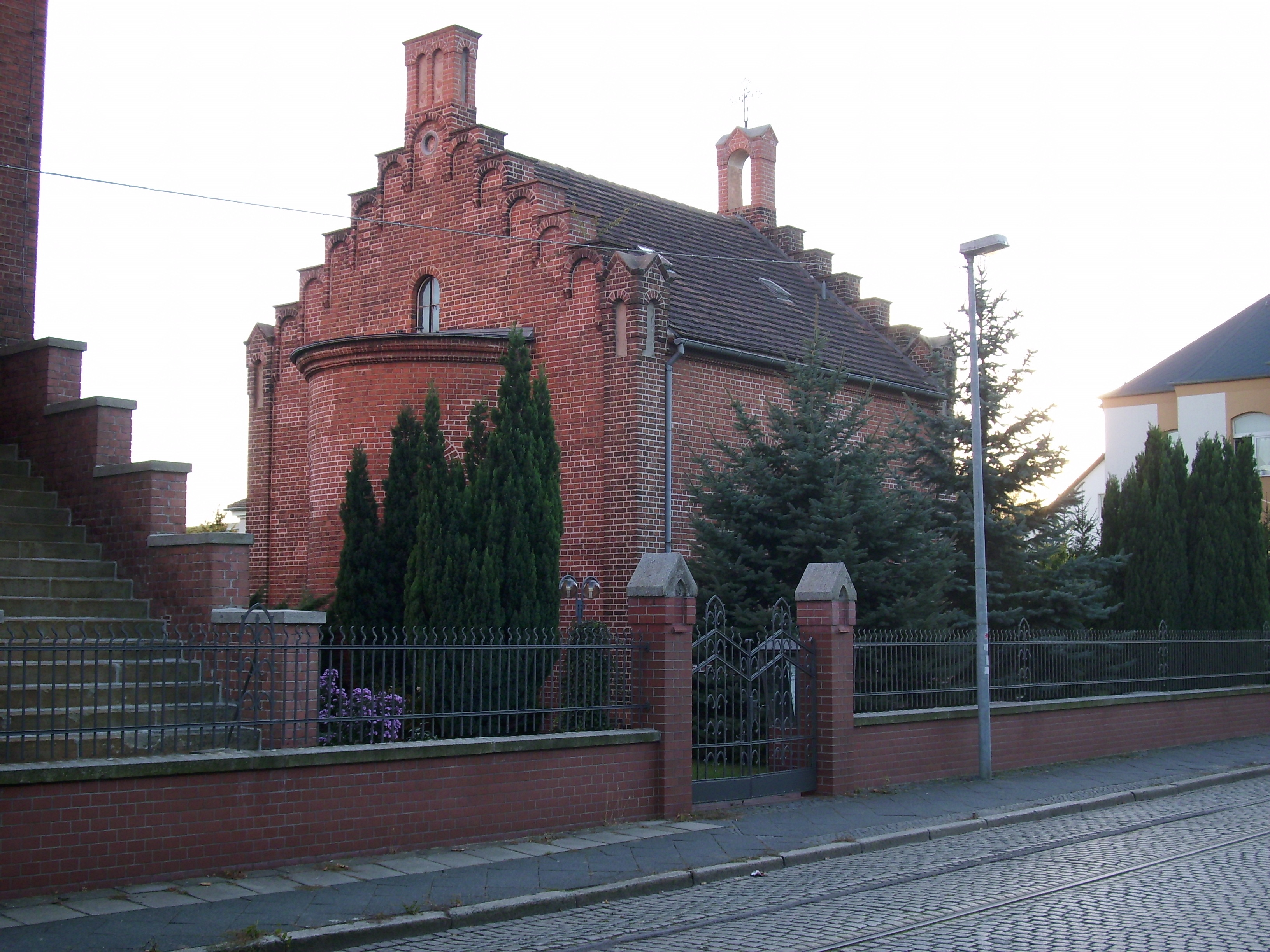
Ostseite mit halbrunder Apsis (2012)

Die Marienkapelle ist ein Gemeindehaus mit Kapellensaal in der Stadt Forst (Lausitz) im Landkreis Spree-Neiße in Brandenburg. Sie befindet sich in der Kirchstraße westlich der Herz-Jesu-Kirche und gehört zur römisch-katholischen Pfarrei St. Benno Spremberg im Dekanat Cottbus-Neuzelle des Bistums Görlitz. Die Marienkapelle ist als Baudenkmal in der Denkmalliste des Landes Brandenburg eingetragen.

## Geschichte
Nachdem es in den 1840er Jahren in Forst zu einem verstärkten Zuzug katholischer Arbeiter aus Schlesien gekommen war, erhielt die neu gebildete römisch-katholische Gemeinde im Jahr 1848 vom Magistrat der Stadt die Erlaubnis, ihre Gottesdienste in der evangelischen Landkirche abzuhalten. Der Graf von Brühl stellte daraufhin ein Grundstück an der damals noch „Grüner Gang“ genannten heutigen Kirchstraße für den Bau eines eigenen Gotteshauses zur Verfügung. Im April 1857 erfolgte die Grundsteinlegung für die Marienkapelle, die am 15. November des gleichen Jahres fertig gestellt und eingeweiht wurde. Der Bau wurde unter anderem durch den Grafen von Brühl, den Fürstbischof des Erzbistums Breslau und das Bonifatiuswerk bezuschusst. Die für den Bau verwendeten Ziegel stammen aus einer Ziegelei im nahegelegenen Noßdorf.
Der Bauentwurf der neuromanischen Kapelle stammt von dem Brühlschen Bauinspektor Karl Franz Anton Stracher und orientiert sich stark an der von Friedrich August Stüler entworfenen Musterkirche aus dem 1844 publizierten Werk „Entwürfe zu Kirchen, Pfarr- und Schul-Häusern“. Aufgrund der stark wachsenden Kirchengemeinde wurde die Kapelle bald zu klein, weshalb im Jahr 1875 mit dem Bau der benachbarten Herz-Jesu-Kirche begonnen wurde. Zwischen 1884 und 1887 erfolgte ein tiefgreifender Umbau der Marienkapelle zur Pfarrwohnung mit darüber liegendem Kapellenraum, wodurch der Einzug einer Zwischendecke notwendig war. Nach dem Bau des Pfarrhauses im Jahr 1911 wurde die frühere Marienkapelle vom Küster bewohnt und später zum Gemeinderaum umfunktioniert. Zwischen 1994 und 1996 wurde die Fassade saniert und die Raumaufteilung im Erdgeschoss verändert, des Weiteren erhielt das Gebäude eine neue Treppe.

## Architektur

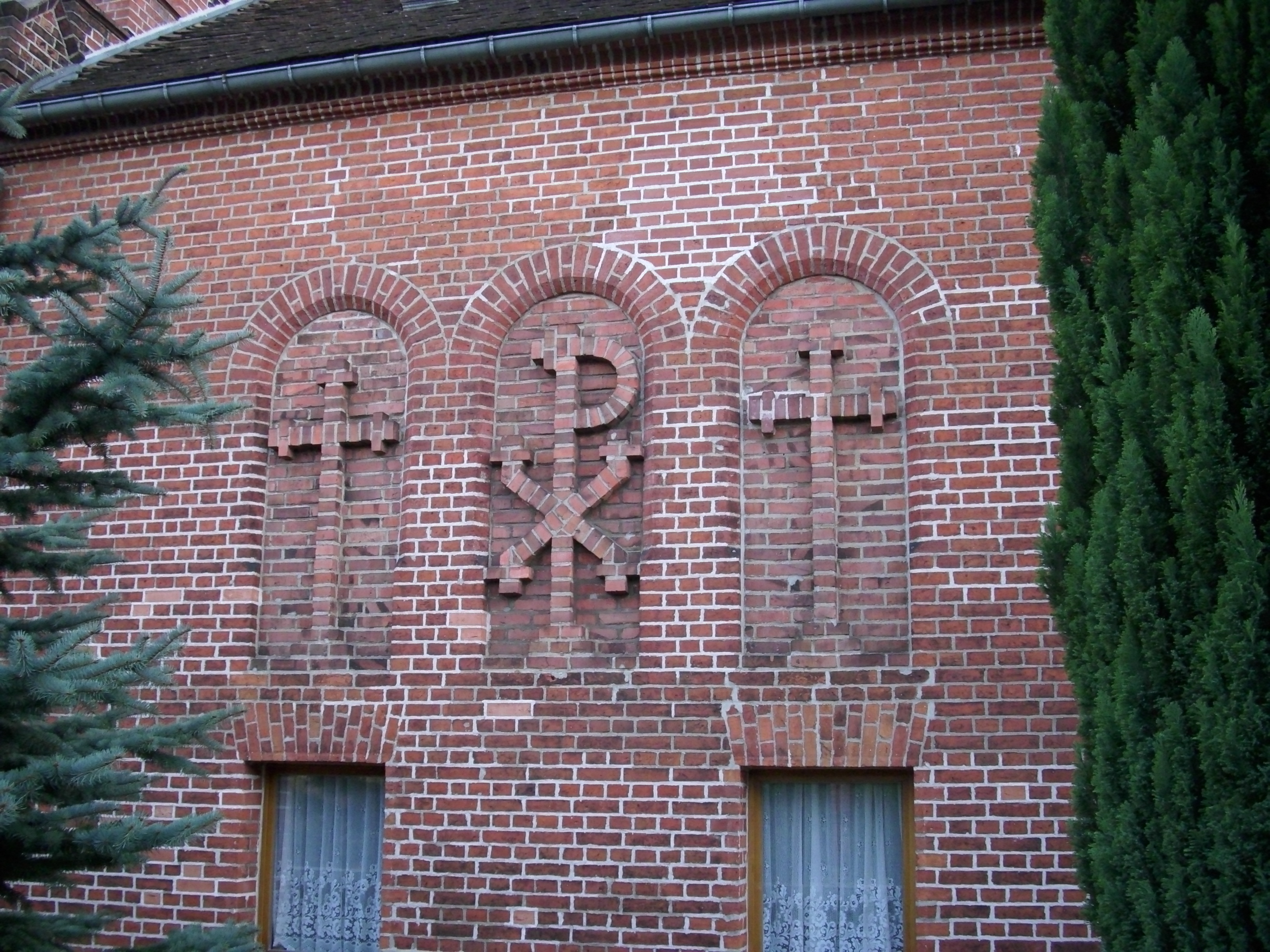
Vermauerte Fenster mit Glaubenssymbolen an der Nordwand (2012)

Die Kapelle ist ein quadratischer Bau aus Ziegelmauerwerk mit Satteldach und einer halbrunden Apsis an der Ostwand. Die Giebel sind als Treppengiebel mit bogenfriesartigen Zierbögen ausgeführt. Auf den Giebelspitzen befinden sich gemauerte Aufsätze, der westliche davon mit einem rundbogigen Durchbruch zur Aufnahme einer Glocke und einem Metallkreuz, das ursprünglich auf dem Chordach der Herz-Jesu-Kirche aufgesetzt war. An der Westwand liegt das rundbogige Eingangsportal in einer mehrfach profilierten Putzrahmung und darüber fünf rundbogige Fenster. Beim Umbau der Kirche in den 1880er Jahren wurde darüber ein weiteres Fenster in den Giebel gebrochen.
Die drei großen Rundbogenfenster an der südlichen Landseite wurden beim Einbau der Zwischendecke verkleinert. Die Fenster an der Nordseite wurden zur gleichen Zeit zugemauert und mit dem Christusmonogramm und zwei Kreuzen ausgefüllt. Die beiden darunter liegenden Fenster wurden nachträglich eingebaut. An der Ostwand befindet sich lediglich ein kleines Rundbogenfenster über der Apsis. Im Innenraum ist das Erdgeschoss modernisiert mit dem Gemeinderaum und den Sanitäranlagen, im Obergeschoss wird die gesamte Fläche durch den Kapellenraum eingenommen. Die Längswände sind mit profilierten Gesimsen unter der Decke abgeschlossen. Im Obergeschoss sind die Deckenbalken und der untere Teil des Hängewerks sichtbar, der Rest wird durch eine abgehängte Decke verdeckt.